# Teigne (maladie)
Pour les articles homonymes, voir Teigne.
 Mise en garde médicale
La teigne est un nom générique désignant des maladies des régions kératinisées du corps (peau, cheveux, poils, ongles : onychomycoses) caractérisées par des plaques arrondies croissant de leur centre vers leur périphérie avec une peau changeant d'aspect et de couleur, et disparition des poils ou cheveux dans certains cas. Les teignes sont pour la plupart causées par divers champignons microscopiques parasites du groupe des dermatophytes attaquant la kératine. Les pathogènes en cause sont généralement des espèces des genres Epidermophyton, Trichophyton ou Microsporum.

Ce sont des mycoses classées parmi les dermatophytoses. Elles atteignent essentiellement les enfants d'âge scolaire de moins de 12 ans. La teigne n'est pas une maladie grave mais l'inflammation qu'elle cause génère parfois un prurit intense ou une gêne handicapante (pour marcher par exemple, dans le cas du pied d'athlète). Elle est souvent vécue comme humiliante et pour cette raison désocialisante.

## Histoire
Les teignes sont évoquées depuis longtemps par la littérature médicale notamment dans le 3e livre de la Torah, le Lévitique chapitre 13 versets 29 à 37.
Ce n'est qu'en 1839 que Robert Remak et Johann Lukas Schönlein ont découvert l'un de ses agents pathogènes qui sera plus tard dénommé Tinea schönleinii ; en Allemagne, T. schoenleinii ne se rencontre plus que très rarement, et uniquement en tant qu'infection sporadique.

## Dénomination
Diverses dénominations latines « universelles » désignent différents types de teigne (voir plus bas) ; par exemple quand la teigne concerne une zone de peau sans poil, on parle de mycose de la peau glabre (ou herpès circiné) ; les pieds, donnant un pied d'athlète (ou intertrigo inter-orteils) ; les plis de l’aine, donnant un eczéma marginé de Hébra, ou les ongles, donnant une onychomycose.

## Épidémiologie
Autrefois très courante en Europe, elle y existe encore aujourd'hui principalement lorsque les conditions d'hygiène sont mauvaises (habitats insalubres). Elle est encore endémique dans certains pays africains comme l'Éthiopie.

## Causes
Il s'agit d'une mycose. Les champignons en cause peuvent être Trichophyton tonsurans (le plus fréquent aux États-Unis), Microsporum canis, ou Trichophyton violaceum (ce dernier étant endémique en Asie et Afrique et en Europe souvent retrouvé chez des immigrants d'Afrique et parfois chez des personnes avec lesquelles ils ont été en contact) ; du point de vue de la génétique moléculaire T. violaceum est le même taxon que T. soudanense  mais leurs phénotypes sont significativement différents.

## Symptômes
La teigne se caractérise par des plaques arrondies, rougeâtres et recouvertes d'une croûte grisâtre, avec des cheveux très courts cassant à la racine.
Ces plaques entraînent des démangeaisons pouvant entrainer des lésions de grattage et des surinfections.
En l’absence de traitement, ces plaques s’agrandissent progressivement, les bords, en périphérie, deviennent écailleux alors que la peau, au centre, paraît normale.

## Confusions possibles
Un diagnostic différentiel est utile car à certains stades, la teigne peut parfois être confondue avec :
- un granulome annulaire ;
- un lupus discoïde ;
- certains symptômes dermatologiques d'une sarcoïdose.

## Épidémiologie, éco-épidémiologie
Cette maladie s'attrape généralement par contact avec des animaux, avec des enfants atteints ou via des fomites.

Plus ou moins contagieuse selon les espèces et souches en cause, elle provoque des épidémies localisées. Nombre d'espèces sont zoonotiques. Elles infectent à la fois l'homme et l'animal et peuvent passer de l'un à l'autre, par exemple du chat à l'homme et inversement avec le champignon Microsporum canis. Un risque, renforcé par la mondialisation des transports de biens et de personnes, est de voir apparaitre et se diffuser des souches antibiorésistantes, ce que les approches de type One health promues par l'OMS et OIE cherchent à éviter. Plusieurs espèces responsables de teignes (espèces du genre Malassezia notamment) n'ont été que récemment décrites, et il est probable que d'autres restent à découvrir.

## Traitement
Les rayons X ont été utilisés durant des décennies pour traiter cette maladie, mais avec l'inconvénient de souvent induire une radiodermite. Après la découverte du caractère biocide et dépilatoire du thallium, des sels de thallium ont beaucoup été utilisés pour traiter les teignes (parfois en complément des rayons X),, de 1918 aux années 1950 au moins[réf. nécessaire]. Le thallium a été peu à peu abandonné en raison de sa très grande toxicité et de nombreux accidents, parfois mortels.
La prise en charge de la teigne a fait récemment l'objet d'une publication de recommandations. Celles du « British Association of Dermatologists » datent de 2014.
La désinfection des peignes et des brosses à cheveux est recommandée, surtout s'ils sont utilisés par plusieurs personnes. Elle s'effectue à l'aide d'eau de Javel ou d'une émulsion d'énilconazole.
L'éviction scolaire n'est plus indispensable chez l'enfant correctement pris en charge.

## Typologie

### Tinea pedis(pied)
C'est une affection courante et contagieuse source de démangeaisons, desquamations et parfois de crevasses. Selon Bell-Syer & al (2012) environ 15 % de la population en est victime au moins une fois dans sa vie (les hommes, sportifs notamment, plus que les femmes).
Les champignons en cause sont le dermatophyte anthropophile Epidermophyton floccosum ou des champignons du genre Trichophyton (Trichophyton rubrum ou Trichophyton mentagrophytes le plus souvent). En Europe Epidermophyton floccosum semble rarement isolé mais s'il affecte principalement la peau (Tinea pedis, Tinea inguinalis) il peut aussi se développer dans les ongles (mais pas les cheveux).

### Tinea cruris(aine et périnée)
On parle aussi d'eczéma marginé de Hébra

### Tinea corporis(corps)
On parle aussi d'intertrigo (quand la teigne ne touche que les plis),

### Tinea capitis(cuir chevelu)
qui peut aussi induire des folliculites (infection du follicule pileux)...
On parlait autrefois aussi de teigne tondante, teigne favique, ou kérion.

### Tinea flava
Mycose achromique du visage et du cou (décrite au Japon et à Madagascar)

### Tinea nigra(noire)
Contrairement aux vraies teignes, tinea nigra (comme tinea versicolor) n'est pas causée par des champignons dermatophytes.

### Tinea versicolor(de couleur variée)
Contrairement aux vraies teignes, tinea versicolor (comme tinea nigra) n'est pas causée par des champignons dermatophytes.